# Житомирское Евангелие
Житомирское Евангелие (укр. Жито́мирське Єва́нгеліє), также Волынское Евангелие — манускрипт на западнорусском литературном языке.

## История
Евангелие было написано в 1571 году. Предположительно изначально хранилось в городе Владимир-Волынский, а манускрипт не оригинальный текст, а копия текста Пересопницкое Евангелие.
В 1860-х годах, манускрипт был приобретен протоиереем житомирского кафедрального собора, законоучителем Второй житомирской гимназии Николаем Трипольским, который дал описание достопримечательности и напечатал большие отрывки из нее.
Исследовал язык Житомирского Евангелия также украинский лингвист Александр Сергеевич Грузинский . В частности, он сравнивал три текста: Пересопницкое, Житомирское и Литовское Евангелия. Текст исследовал также Иван Огиенко. Дальнейшая судьба Житомирского Евангелия неизвестна.